# カヨール王国
カヨール王国またはカジョール王国（1566年-1886年）は現在のセネガルのセネガル川とサルーム川の間に位置したかつての王国。カヨールの住民は「アジョール」(Adior、またはAdjor)と呼ばれていた。
カジョールという名前は、ウォロフ語の「カド」(Kadd)と「ジョール」(Dior)に由来し、それぞれセネガルのカヨール地域に特有な木と土の種類を表している。 「ジョール」という単語は、「アジョール」、「マジョール」などの単語となった。ポール・ガファレル（Paul Gaffarel、1843-1920、フランスの歴史家）はカヨール王国について「非常に奇妙な国だった」と言った。ポール・ガファレルによると、「カヨールは中世ヨーロッパの封建的公国のように見える。カヨールは絶対的な王権によって統治されているが、王位への即位はしばしば血なまぐさい革命によって特徴付けられ、落ち着かない貴族、戦争以外の全ての仕事を嫌うチェッド戦士によって抑圧され、猛烈に狂信的な人々が住まうカヨールは、セネガルの2つの大都市の間にあるという地理的位置によって、危険な隣人になる可能性がある。さらに、カヨールは未知の国だった。水源は湖や沼地だけであり、熱帯地方のあふれんばかりの植生によって、ほとんど侵入できないような森に覆われている。カヨールの水と食料に乏しく、待ち伏せするのが簡単で複雑怪奇な迷路のような藪の中で戦った場合、交戦はいくらでも続く可能性がある。」 （フランスの入植者によるカヨールの説明）

## 歴史
多くの研究は、カヨールという名前の由来をカジョール(Kadior)という言葉にあるとしている。カジョールという表現は、「カド」(Kadd)（セネガル川とサルーム川の間の地域の木）と「ジョール」(Dior)（この地域に特有な赤い砂の名前）という言葉で構成される。古代ウォロフ語での大地は「ジョール」と呼ばれ、「右手」は「ロホ・ンデイェ・ジョール」(loxo ndeye dior)と呼ばれ、「母なる大地の如く食物を与える手」を意味するりウォロフ人は右手で食べ、大地は農耕社会において、母、そしてすべての富の源を象徴する。したがって、住民は「アジョール」(Adior)と呼ばれ、統治者の家系は「カジョールの上に立つ者」を意味する「マージョール」(Maadior)を採用した。
カヨールはジョロフ帝国の属国であり、1549年に独立を獲得した。歴史研究によると、独立は高い税金と屈辱感によるものだった、しかし、独立の主な原因は、ブルバ・レレ・フリ・ファク・ンジャイェがラマネ・アマリ・ンゴネ・ソベル・ファルに対して負わせた個人的な罪であり、その結果としてダンキの戦いが起こりカヨールは独立することができた。これに続き、カヨールの主権者は「ダメル」（[属国とジョロフの絆]を破る者）と呼ばれた。ヨーロッパとアラブの旅行者は、カヨールの独立を報告した。ヴェネツィア人のアルヴィーゼ・ダ・カダモストは、16世紀の終わりにセネガルの海岸を訪れた際、カヨールに関する事実を報告した。カヨールは独立後、徐々にセネガルで最も強力な王国の1つとなり、ジョロフ王国より経済的に繁栄した。
カヨールは独立後、しばしば南の隣国であるバオル王国（Royaume du Baol）を属国化した。カヨールのダメルであり、バオルのテイニェでもあるダメル＝テイニェは何度も現れた（「テイニェ」はバオルの統治者の称号だった）。カヨールは、ジョロフ王国とバオル王国だけでなく、ムーア人とジハードを専門としたムスリムのマラブーに、そしてその後植民地化の時代のヨーロッパ人に対しても最も戦いを繰り広げた王国の1つだった。カヨールは、常備軍、組織化の度合い、さらに兵士の非常に暴力的な行動で有名であったために恐れられていた。 ンジョンブル州(Ndiambour、ほぼ現在のルーガ州に対応する)は、イスラム教徒が過半数を占めている唯一のカヨールの州であり、カヨールの伝統的宗教統治者に属することを望まず、何度も独立を願った。ンジョンブルはカヨールからの独立に数回成功したが、しかしカヨールは常にンジョンブル州を奪還することに成功した。フータ・トロのアルマミ（Almamy）でフータのトロド革命における主要人物の一人であるアブドゥル・カデル・カネ（Abdoul Kader Kane）はカヨールに対してのジハードを望み、カヨールとワーロの国境のマリゴト（Marigot）まで全軍を集めた。ンジョンブルはアブドゥル＝カデルの側つき、ジハードが起これば、ンジョンブル州は確実に独立できると信じたが、当時のダメルであるアマリ・ンデラ・クンバ・ファルはアブドゥル・カデルの意図に気づき、自らのチェッド（Tiédos）を集結させた。アブドゥル・カデルはカヨールに打ち負かされ、ダメルはアルマミを人質に取り、アルマミが再びカヨールを攻撃しないように、アルマミを数ヶ月間カヨールの宮廷に留め、アルマミはよく扱われた。それ以来、カヨールに対しての聖戦は始められなかった。

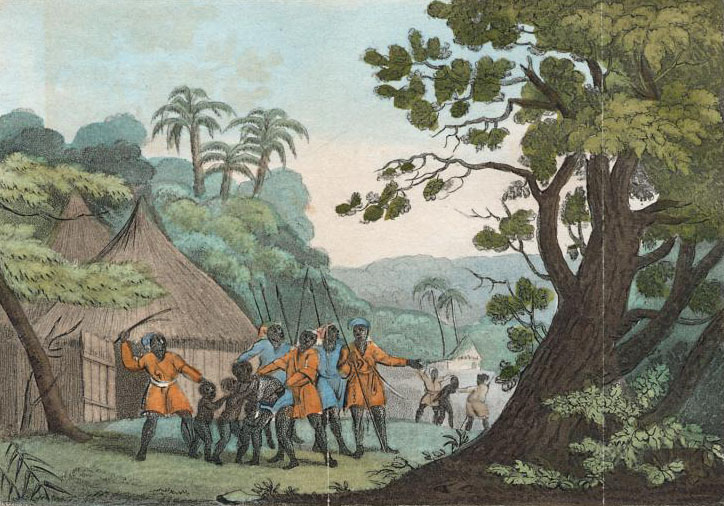
カヨールの村(1821年)

カヨールの歴史におけるもう1つの話としては、当時のレブ人（Lébous）の集団の指導者であるディアル・ディオプ（Dial Diop）がダメルのアマリ・ンデラ・クンバ・ファルに反抗したという話がある。これは1812年に起こった。ダメルはしばしば、カヨールの属国であるヴェルデ岬半島に住むレブ人に対して厳しい態度をとった。 ディアル・ディオプはカヨールの迫害に反抗することを決心し、ダメルの軍隊といくつかの戦役を戦った。ヴェルデ岬半島の表面積が非常に小さいことを考えると、ダメルは最終的にレブ人の分離独立を受け入れることになったが、ヴェルデ岬半島はそれほど重要ではなかった。レブ共和国は、ンジョンブルのムスリムの助けを借りて建国された。ムスリムの一部は、アブドゥル・カデル・カネの敗北後、ヴェルデ岬半島に定住するためにンジョンブルを離れた。ムスリムらが望んだのはカヨール全体をイスラム化することだった。19世紀末、ラット・ジョール・ンゴネ・ラティル・ディオプが異母兄弟に変わり権力を握った（ラット・ジョールはカヨール王国の制度が定めるところと違い、ディオプの姓を持つ唯一のダメルだった、これは支配者の家系からのものでなく、ラット・ジョールの父からのものだった）。
ラット・ジョール・ディオプは、アルブリ・ンジャイェ（Alboury Ndiaye）、 エル・ハッジ・オマル・タール（Oumar Tall）、シジャ・ンダテ・ヤラ・ディオプとともに、セネガルでのフランス植民地化に対する最大の抵抗者の一人であると見做されている。

## 人口
カヨールにおける民族集団は多様だった。ウォロフ人が過半数を占め、権力を握っていた。また、フラニ人、トゥクロール人、セレール人、マンディンゴ人、レブ人、ムーア人もいた。民族集団は州ごとに分布しており、特定の民族集団が特定の州で過半数を占めていたが、一般的に言えば、すべての民族集団に属する個人はカヨール王国の至る所で見られた。

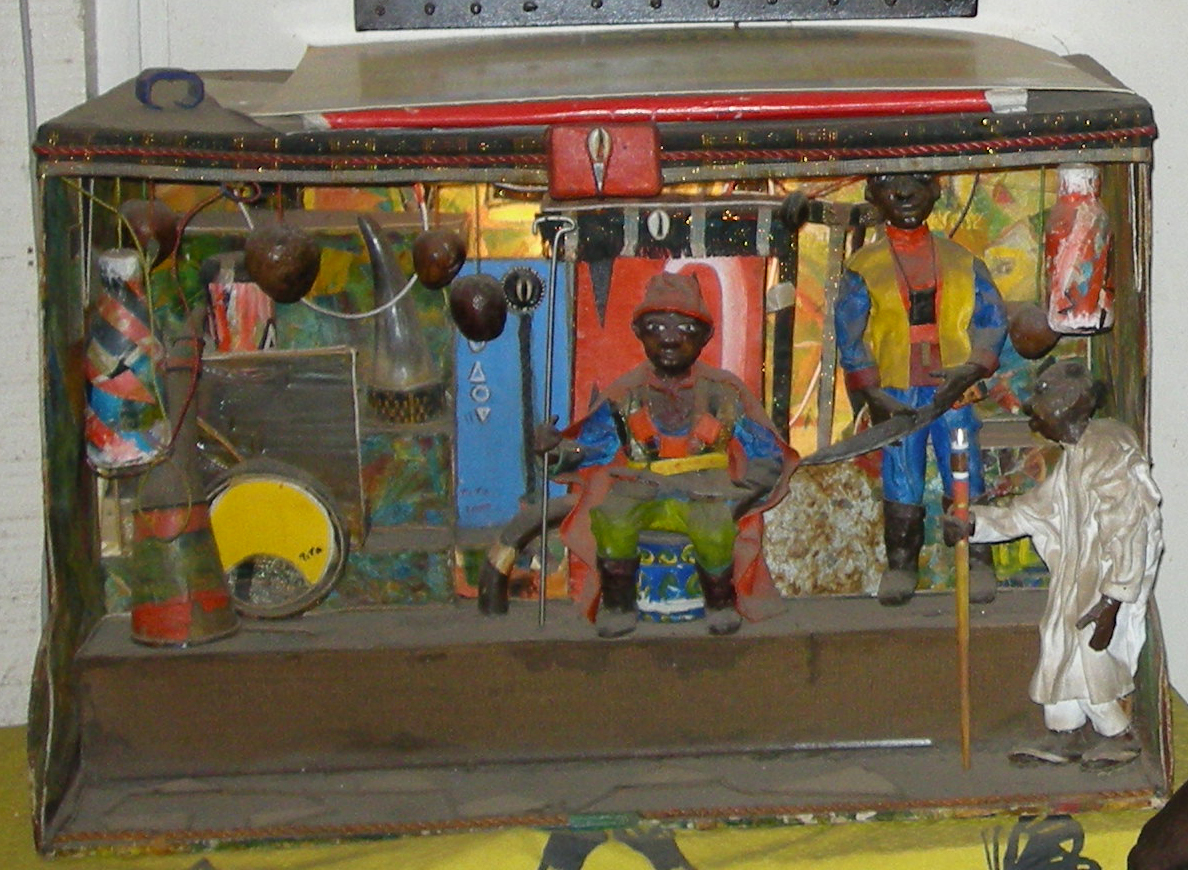
カヨールのダメル哲学者コック・バルマ・ファルがカヨールのダメルを訪ねる(アマドゥ・マフタール・ムバイェの装置)

## カヨールの政治制度
カヨール王国は選挙君主制の良い例であり、カヨールの主権者は各社会階級（王の奴隷を含む）の代表者の協会によって選出される。カヨール王国は高度に階層化された社会、強力で安定した国家（ジョロフ帝国の混乱以来、権力を握った王朝は1つだけだった）、組織化され、発達した地方分権、繁栄した経済、恐れられた軍隊という、質の高い制度があった。そのうちの一つがダメルだった。
カヨールは、多くの候補者から選出された君主、ダメルによって統治された。ダメルを選出する権利を持っていたのは7人だけだった（いかなる場合も女性ではならなかった）。権利を持つ7人はジュルニュ・ムブル、大ジャラフによって召集され、議長を務める評議会を結成した。評議会は以下で構成された：
-ラマネ・ジャマティフ
-バタルプ・ンジョベ
-バディエ・ガタニェ
-エリマネ・ムバレ
-セリニュ・カブ
-ジュルニュ・ムブル・ガロ
-ジャラフ・ブントゥ・キュル
評議会が会合した後に、ジュルニュ・ムブルは議会の開始を宣言し、ダメル候補はラマネ・ジャマティフ、バタルプ・ンジョべ、バディエ・ガタニェにより選ばれた。ダメルの候補者となるには王室の一員である必要があった。ダメルは王家の分家の王子、王女で、ジャンブル、ベディエンヌ、ブミ・ンギラネ位の土地の生まれである必要がある。ジュルニュ・ムブルは候補者から選ばれた者となったカヨールのダメルを宣言し、就任式を執り行った。儀式は以下の通りの内容だった。
まず、1メートルほどの砂の山を作り、その上に新たなダメルが立ち、ジュルニュ・ムブルの部下が砂を取り除いた。その後、公式に使用される宣誓を行い、さまざまな木の根からの水を頭からかけられた。ダメルは選出後すぐ、地方の首長らを任命した。
カヨールには王族、貴族(ガルミ)、平民といったカーストの人々と奴隷がいた。これらの階級の上には王室(ファル)があった。カヨール王室はマジョール家とゲジ家に分かれていた。マジョール家は18世紀半ば以降、王位の後見人としての立場を失った。王家は母系で継承された(母系による継承は政治活動における女性の役割を計り知れないものにした)
年に一度、ダメルは伝統的な演説のために民衆を集めた。
ダメルの奴隷や王子は、みな戦士（チェッド）である。チェッドは徒歩か、騎乗して戦った。チェッドは主人の護衛をした。チェッドは警察でもあり、平時にはカヨールの国中に広がり、あらゆる出来事を監視し、主人に報告した。
ダメルの死は少なくとも8日の間秘密にされ、この間、可能な限り密かにダメルを埋葬する。ダメルの埋葬の場所は、常に深い謎に包まれていた。その理由、統治しなくなった分家が死亡したダメルの骨、特に肩甲骨を手に入れることができれば、王位を回復する可能性があるからだった。
ダメルの埋葬が行われると、人形が故人となったダメルの服を着て、ダメルの死が発表された。公式の葬儀は非常に華やかに行われた。首長や人々は群衆の中にやって来て、人形は大地に委ねられた。
ラマネは税金を払うため毎年ダメルの前に現れる必要があった。税金が払われなかった場合、村の地元の共同体とラマネ領は大きな危険に晒された。これはダメルとカヨールの貴族は定期的な収奪(レル)を行い、同時に人質をとったためである。また、多くの人々が軍隊に強制徴用された。こうした厳しい徴収の影響を最も受けたのは「バドロ」階級の農民であった。課税の対象となったのは主に農業であった。

## 経済
カヨールは14世紀の終わりの時点で大西洋奴隷貿易(ヨーロッパの影響で始まった)、農業、畜産、漁業、アラビアガムの貿易と、他のアフリカ諸国、ヨーロッパ、モーリタニア諸国との貿易で得た他の製品で生活を送っていた。ヨーロッパ人の来航と大西洋奴隷貿易に始まりに伴って、いくらかの交易所が建設された。これらは当初ダメルに税を納めていたが、19世紀に植民地化が進むにつれて自治権を獲得した。ダカールのように、1850年代のレブ人のセリーニュ・ンダカールとの合意でヨーロッパ人に割譲されることとなった領土がその例だった。他、大西洋奴隷貿易の拠点であったのはポルトガルやフランスに譲渡されたゴレ島(数度オランダとイギリスの手にも渡った)後にはリュフィスク(リオ・フレスコ)がそうだった。北部においてはサン・ルイに交易所ができたことでカヨール領の国境地帯は豊かになり、カヨールの州であったガンジョールにように独立を志すものも現れた。
カヨール社会は社会における役割の分担から生じる同族の組合によるカースト制社会である。それぞれのカーストは内婚集団であった。